# あさチャン!
『あさチャン!』は、2014年（平成26年）3月31日から2021年（令和3年）9月30日 まで平日朝にTBS系列（JNN）で生放送されていた情報・報道番組。

## 概要

### 放送内容
9年間にわたって放送されてきた『みのもんたのサタデーずばッと』→『サタデーずばッと』の平日版『みのもんたの朝ズバッ!』→『朝ズバッ!』の後継番組として、「家族がつながる情報番組」というコンセプトで放送を開始。報道・ワイドショー色の強かった『朝ズバッ!』から一転して、エンタテイメントやスポーツなどに関する情報も幅広く扱っていた。また、公式サイトでは、「赤ちゃんの名前の由来」に関する投稿や可愛い動物の動画を視聴者から募集。放送中に随時紹介していた。ちなみに、番組名の「チャン」には、「朝に”チャンス”到来」 「”チャンと”情報をお伝えする」 「朝はこの”チャンネル”で」といった意味が込められていた。
番組のスタートに際しては、夏目と齋藤孝（教育学者）を総合司会（MC）に迎えた。夏目は日本テレビのアナウンサー時代に平日帯の生放送番組（『おもいッきりイイ!!テレビ』『おもいッきりDON!』など）でアシスタントキャスターを務めていたが、当番組でMCを初めて任されている。また、『朝ズバッ!』からは唯一、番組終了時点で総合司会を務めていた井上貴博（TBSアナウンサー）がニュースキャスターとして継続出演していた。もっとも、斎藤・井上の出演は最初の1年のみ で、2015年3月30日放送分からは内容や出演者などを大幅に刷新。澤部佑・野村修也・博多華丸・織田信成が、斎藤に代わって日替わりで夏目とコンビを組む「メインパーソナリティ制度」を導入した。この制度はパーソナリティの顔触れを若干変えながらも2018年3月21日（金）まで続けられていたが、翌週（3月24日放送分）以降は夏目が単独で総合司会を務めている。
なお、2017年4月3日から1年間は、ニュースへの解説・対応体制を強化する目的で鎌田靖（NHK出身のフリージャーナリスト）をレギュラーに起用。「現場を歩くコメンテーター」という役割で、スタジオでのニュース解説や、自然災害・事件現場での取材に携わっていた。

### 番組編成
TBS系列では2005年春改編から、5:30 - 8:30 に『みのもんたの朝ズバッ!→朝ズバッ!』、8:30 - 9:55に『はなまるマーケット』を編成してきた。しかし、TBSテレビでは2014年春改編で当番組（『朝ズバッ!』の後継番組）の終了時刻を8:00、『いっぷく!』（『はなまるマーケット』の後継番組）の基本放送枠を8:00 - 9:55に設定する。同局の番組編成において、平日早朝の生放送番組枠を8:00で区切るのは、『ヤング720』の放送開始（1966年10月31日）以降初めてである。
このような編成の背景には、同時間帯で高視聴率を維持しているNHK『連続テレビ小説』・『あさイチ』および、8:00から放送を開始している民放他局のワイドショーへの対策などが挙げられている。
｢5時台｣（5:30 - 6:00）の5:55までは『朝ズバッ!』と同じくローカルセールス枠に設定。このため、初期1年間はあいテレビ・大分放送が「5時台」を5:55からの飛び乗り方式を採用していた。『朝ズバッ!』の最終回時点でこの方式を採用していたテレビユー福島・南日本放送では、当番組を開始当初からフルネットで放送している。
2015年3月30日から全ネット局で5:30開始に揃えられ、ネットワークセールス枠に移行。ただし、一部局は臨時で「5時台」を5:55までをネット返上とする場合がある（後述）。
2016年3月28日から5:25開始に変更となる（5:30まではローカルセールス枠となる）。当初は一部地域のみ実施されていたが、10月3日からは再び全ネット局で開始時刻がそろえられる。ただし、一部局は引き続き臨時で「5時台」を5:55までをネット返上とする場合がある（後述）。
2019年4月から、TBS放送センター内の報道局に隣接するNスタジオを使用。これを機に、TBSテレビでは、殆どのニュース番組をNスタジオから放送している。
2020年1月6日から、本編の放送時間を35分繰り下げたうえで、放送枠を6:00 - 8:00の2時間に短縮した。TBS系列で平日早朝の全国ネット向け生放送番組の開始時間を6:00に設定した事例は、2004年3月26日までの『ウォッチ!』 以来およそ16年振りである。なお、2019年12月27日まで当番組を放送していた5:25 - 6:00の時間帯には、 4:00 - 5:25に編成していた『はやドキ!』の放送枠を4:25 - 5:50に移動。5:25以降の時間帯を全国ネット枠へ充てる一方で、5:50 - 6:00には、『あさチャン!先出し』（当番組の前座番組に当たる全国ニュース）をNスタジオに隣接したブース（『JNNニュース』でも使用）から放送するようになった。もっとも、『あさチャン!先出し』は3月27日（金）で終了。翌3月30日からは、『はやドキ!』の放送枠を10分拡大している（当番組本編の放送時間は変更せず）。

### 関連番組
2014年3月31日から2015年3月27日まで当番組に加えて、前枠（平日5:00 - 5:30）に前座番組として『はやチャン!』も放送。
2014年4月5日から2017年3月25日までは、当番組の土曜版（姉妹番組）および、『みのもんたのサタデーずばッと→サタデーずばッと』の後継番組として『報道LIVE あさチャン!サタデー』も放送されていた。土曜版ではTBSテレビの報道局が単独で制作していたため、平日の放送と違ってエンタテインメント情報を扱わず、「ぐでたま」のようなキャラクターも登場しなかった（ただし、スタジオは2016年3月まで平日版と共用していた）。

### 番組終了までの経緯（2021年）
当番組では、放送開始の当初から（鎌田を含めて）曜日ごとに少なくとも1名のコメンテーターを配置。一時はプロスポーツの選手経験者（松木安太郎・沢松奈生子・長嶋一茂など）もスポーツ担当のコメンテーターとして出演させていたが、2021年に入ってからコメンテーターの削減に着手した結果、3月までに堤伸輔（毎週月曜日・隔週木曜日担当）以外のコメンテーターが全員降板した（詳細後述）。
4月9日には、TBSテレビが9月末をもって当番組の終了を予定していることが一部で報じられた。同局も6月28日に、後継番組を『THE TIME,』（ザ・タイム）というタイトルで放送することや、「総合司会」（月曜 - 木曜司会）に安住紳一郎、「金曜司会」に香川照之を起用することを正式に発表。『THE TIME,』で全曜日のレギュラー放送枠を当番組より長く（5:20 - 8:00に）設定することや、当番組では実施していなかったJNNネット各局からの生中継リレー企画などを予定していることから、当番組と『はやドキ!』を同時に終了させることも明らかになった。
その一方で、総合司会の夏目は、かねてから交際していた有吉弘行と結婚したことを2021年4月2日に連名で発表。当番組でも、4月5日（月）放送分でその旨を報告した。TBSテレビ広報部では「夏目の結婚は当番組の終了と無関係」との見解を示したが、夏目自身は4月23日放送の『マツコ&有吉 かりそめ天国』（テレビ朝日）へ出演した際に、当番組が終了する9月末で公の活動から退く意向を初めて明かした。
最終放送日は9月30日（木）で、金曜日については、前週（9月24日）で放送を終了した。通算の放送回数は1916回 で、夏目は遅刻や病欠を1回も経験しないまま最終回まで出演（詳細後述）。最終回の夜（20:00 - 21:48）に『マツコ&有吉の怒り新党（有吉と交際するきっかけになったフリーアナウンサー転身後初のレギュラー番組） 解散!!2時間スペシャル』（生放送によるテレビ朝日系列の特別番組）へ出演したことを最後に、芸能関連を含む公の活動へ終止符を打った。
ちなみに、当番組終了時点でのTBSテレビ社長である佐々木卓は、最終回の前日（9月29日）に臨んだ定例社長会見で司会者としての夏目の功績に言及。「『（当番組を放送していた平日には）毎日午前2時に起きている』と伺っているので、感謝しても仕切れない。7年半という長きにわたって、寒い日も暑い日も、大切な時間に大切な情報を多くの人に伝えて下さったことはありがたくて、かけがえのないこと。お疲れ様でした。それから、ありがとうございました」との表現で、夏目に向けて感謝の意を示した。また、「エリア情報」（ネット局によるローカル差し替え）枠を6時台と7時台に組み込んだ構成、最終盤に放送されていたコーナーの一部（「あさチャン!脳シャキ30秒クイズ」「ウチの子」）、最終盤にスタジオで使用していた大型モニターなどは『THE TIME,』に引き継がれている（夏目以外の最終レギュラー出演者の処遇については後述）。

### 関東地区における平均視聴率の推移
TBSテレビの放送対象地域である関東地区の初回世帯視聴率は、5時台（- 6:00）・第1部（6:00 - 7:00）・第2部（7:00 - 8:00）の順に、時間帯平均で3.0%・4.9%・5.0%（ビデオリサーチ調べ、関東地区・世帯・リアルタイム。以下略）をマーク。『朝ズバッ!』の末期4週の月曜日平均視聴率は5時台（5:30 - 6:00）・第1部（6:00 - 7:00）・第2部（7:00 - 8:30）の順に、それぞれ2.3%・3.5%・5.6%だったため、前半の数字に伸びが見られた。
その後は総じて振るわず、時間帯の順位では、テレビ東京を含めても5局中4位に定着。2014年4月23日開催のTBSテレビ社長定例会見では、当時の社長・石原俊爾が当番組の低視聴率を認めたうえで、「『あさチャン!』には情報量を増やすなど、迅速なテコ入れを指示した」と述べた。現に、2015年春のリニューアル以降は、視聴率が徐々に上昇。2016年2月第4週（2月22日から2月28日まで）の第2部では、週間平均での世帯視聴率としては当時の最高記録（4.8%）を達成した。もっとも、以降も大幅な上昇まで至らないままリニューアルを繰り返した末に、2021年9月30日で7年半の歴史に幕を下ろした。
最終回では、第1部で平均4.0%、第2部で平均6.1%の世帯視聴率を記録。第2部では、前4週における放送日の平均視聴率（4.1%）から2.0ポイント上昇した。なお、個人視聴率は3.3%だった。

その一方で、最終回のエンディングでは、普段は温厚な夏目が、たった一度だけスタッフに苦言を呈したというエピソードが明らかにされた。夏目の苦言は視聴率の向上ばかりを狙うスタッフの姿勢に向けられていて、あえて語気を強めながら、
と呼び掛けたという。実際には「同時間帯での民放4位」という定位置からの脱出にはつながらなかったものの、夏目から矛先を向けられたスタッフは、番組の終了に際して「あの時の呼び掛けから、番組に対する（夏目の）“本気度愛”（が強いこと）を感じた」と述懐している。

## 番組終了時点の出演者
特に表記されていない人物は出演時点でTBSテレビの現職アナウンサーで、番組最終盤（2021年4月改編以降）の役割を併記。
| 月曜日 | 火曜日     | 水曜日     | 木曜日           | 金曜日     |
| 総合司会 | 総合司会   | 総合司会   | 総合司会         | 総合司会   |
| --- | ---------- | ---------- | ---------------- | ---------- |
| 夏目三久（フリーアナウンサー） |            |            |                  |            |
| ニュースキャスター（「ニュース600」「ニュース630」「ニュース745」を分担）                                                                                                  |            |            |                  |            |
| 藤森祥平 |            |            |                  |            |
| 篠原梨菜 | 篠原梨菜   | 宇賀神メグ | 宇賀神メグ       | 宇賀神メグ |
| スポーツキャスター・「ニュース645」進行キャスター |            |            |                  |            |
| 日比麻音子 |            |            |                  |            |
| 2020年途中までの大相撲本場所期間中には、スポーツコーナーに「あさチャン大相撲」を内包。 TBSテレビのスポーツアナウンサー（小笠原亘・初田啓介など）が事前収録で出演していた。 |            |            |                  |            |
| 「BUZZトピ」「BUZZ NEWS」キャスター |            |            |                  |            |
| 野村彩也子 | 野村彩也子 | 野村彩也子 | 齋藤慎太郎       | 齋藤慎太郎 |
| お天気キャスター |            |            |                  |            |
| 増田雅昭（気象予報士） |            |            |                  |            |
| コメンテーター |            |            |                  |            |
| 堤伸輔（編集者） | （不在）   | （不在）   | 堤伸輔（編集者） | （不在）   |
| リポーター |            |            |                  |            |
| 柴田将平（フリーアナウンサー） 岸本哲也（フリーアナウンサー） 岩永優樹（TBSテレビディレクター）                                                                            |            |            |                  |            |

2020年9月28日放送分からは、声優の内田雄馬・須藤祐実をナレーターに起用。2021年3月29日放送分からは、声優の鈴木崚汰がナレーターに加わっていた。
最終回には、上記のキャスター陣全員に産後休暇中の加藤シルビア（2020年12月まで2年間にわたってキャスターを務めていたTBSテレビアナウンサー）を加えた9人が、オープニングから揃って出演。増田・野村コンビによる生中継での天気予報を1日限定で復活させたほか、「ニュース630」と7時台のニュースを藤森・加藤・篠原・宇賀神・斎藤で分担した（「ニュース600」には藤森と宇賀神、「ニュース645」には夏目・日比・藤森が通常どおり出演）。
夏目以外の最終レギュラー出演者については、当番組の終了を機に、以下の動きをたどっている。
- 宇賀神は最終回の翌日（2021年10月1日）から『THE TIME,』の進行キャスター[36]、斎藤・野村は前座番組『THE TIME'』（ザ・タイムダッシュ）の進行キャスター、篠原と岩永は両番組共通の「ニュース班」（報道系中継のリポーター）[37][38] へ就任。篠原は後に、「ニュース班」としての活動と並行しながら、「早朝グルメ」と称する『THE TIME'』内の生中継企画で新境地を開拓している。野村は当番組の担当期間中から多数の番組にレギュラーで出演していたが、2023年に入ってから「担当番組を突然降板する」という事態が相次いでいて、9月以降は体調不良を理由に休養中。
- 日比は、最終回の翌日から『ひるおび』（当番組と並行しながら2020年10月までレギュラーで出演していた平日昼の情報番組）へ復帰。金曜日のアシスタントを2022年12月23日まで務めていた[注釈 24][39]ほか、TBSテレビへの入社1年目（2016年10月 - 2017年3月）に一部のコーナーをレギュラーで担当していた『Nスタ』（平日版）にも、ニュースプレゼンター（月曜日・火曜日担当）として10月4日放送分から出演を再開した。『Nスタ』では、月曜日・火曜日のニュースプレゼンターと並行しながら、2023年1月から「金曜キャスター」（金曜日の総合司会）を兼務。3月27日から1年間は月曜日・火曜日・金曜日、2024年3月29日からは金曜日の「総合司会」（メインキャスター）を任されている。
- 堤は『THE TIME'』『THE TIME,』に出演しない一方で、当番組と並行しながらコメンテーターを務めてきた『報道1930』（BS-TBS）月曜 - 木曜分へのレギュラー出演を継続。増田は『THE TIME'』/『THE TIME,』の開始を機に、「TIME LABOの所長」という肩書で番組内の天気予報を監修している。生放送への登場については、本来の気象キャスター（気象予報士）が休演した場合の代演を経て、2022年4月から中継へのレギュラー出演を再開。その一方で、当番組と並行しながら土曜日の早朝に出演していた『まるっと!サタデー』内の天気予報も、2023年3月の番組終了まで続けていた。
- 藤森は最終回の翌日付で、TBSテレビのアナウンスセンターから報道局外信部へ異動。TBSテレビが運営するJNNニューヨーク支局の特派員を12月から2023年8月まで務めた後に、TBSテレビ本社への帰任とアナウンスセンターへの復帰を経て、2023年9月25日から月曜 - 木曜深夜に『news23』のキャスターを担当している[40][41]。
- 加藤は、産後休暇を終えた2023年の4月改編から、『news23』で月曜・火曜分のニュースナレーションに従事。かつてニュースキャスターを務めていた『Nスタ』にも、金曜日のみながら「ニュースプレゼンター」として復帰している。
- 斎藤は、『ひるおび!』や『Nスタ』のプレゼンターを一部の曜日で担当。2023年からは、TBSテレビへの入社前に横浜F・マリノスのジュニアユースチームへ所属していたことなどを背景に、スポーツアナウンサーとしての活動を本格的に始めている。

### マンスリープレゼンター（2021年）
2021年1月から新設。1か月にわたって「SDGsな未来へ ここスゴッ!発明」を担当したほか、週に1日（出演期間中に火曜ドラマまたは金曜ドラマにも出演している場合はその放送日、それ以外は主に水曜日）は、他のコーナーを含めてスタジオに登場していた。
2020東京オリンピックが開催された7月以降はマンスリープレゼンターを設定していないが、「SDGsな未来へ ここスゴッ!発明」の放送自体は、オリンピックの開会式を控えた7月23日（金）まで夏目の進行で継続。閉幕2日後の8月10日（火）から9月20日（月）まで再開していた。
- 1月：鈴木伸之（劇団EXILE、1月4日 - 1月29日）[42]
- 2月：森崎ウィン（2月4日 - 2月26日）[43]
- 3月：中村蒼（3月5日 - 3月25日）[44]
- 4月：白洲迅（3月29日 - 4月30日）[45]
- 5月：平岡祐太（5月5日 - 5月31日）[46]
- 6月：高橋文哉（6月1日 - 6月22日）[47]

ちなみに、後継番組の『THE TIME,』でも、2023年7月から月曜日に「マンスリーレギュラー」制度を導入。「マンスリーレギュラー」は男女を問わず、当番組での「マンスリープレゼンター」より広い世代・ジャンルの芸能人から1名を起用している。

#### 東京オリンピックスペシャルプレゼンター
2020東京オリンピック開催期間中（2021年7月21日 - 8月8日）の平日には、福岡堅樹（順天堂大学医学部1年生、元・ラグビー日本代表）を開会式の当日（7月23日放送分）から「東京オリンピックスペシャルプレゼンター」に起用。同日および、7月29日（木）と8月6日（金）にスタジオへ出演した。初めて出演した7月23日の「SDGsな未来へ ここスゴッ!発明」では、現役のラグビー選手時代（ジャパンラグビートップリーグのパナソニック ワイルドナイツ在籍中の2021年）に順天堂大学医学部の入学試験へ合格した福岡の「文武両道」振りを特別に紹介した。
さらに、TBSテレビ系列では、7月26日（月）・7月28日（水）・7月30日（金）・7月31日（土）および8月1日（日） - 8月6日（金）にオリンピックの競技中継を放送（7月28日と8月3日 - 8月5日には当番組に続いて8:00から中継）。通常は当番組のスタジオからスポーツなどのコーナーを進行している日比は、開会式を控えた7月23日（金）に第2代国立競技場前の特設スタジオから当番組→『ひるおび!』→『ゴゴスマ』（CBCテレビ制作）へ順次出演したことを皮切りに、上記の特設スタジオからの生中継で登場。メダルを獲得した日本代表選手へのインタビューに国際放送センター（IBC）内のスタジオで随時臨んでいたほか、競技中継が平日に組まれている場合には、当番組と並行しながら中継会場の直前リポートや「情報ステーション」（中継しない競技の最新情報を国際放送センターから伝えるコーナー）を随時担当していた。閉幕の翌日（8月9日＝月曜日）にも、IBC内の特設スタジオから当番組に出演。翌8月10日（火）から、当番組スタジオへの出演を再開している。
TBSテレビ系列では、2021年8月24日（火）から9月5日（日）まで開催された2020東京パラリンピックでも、一部競技の中継やダイジェスト番組を放送。当番組では、開幕前日の8月23日（月）7時台の後半に国際パラリンピック委員会特別親善大使の香取慎吾をスタジオへ迎えたほか、同日から閉幕翌日（8月6日）までの放送で競技のルールや見どころ、競技に使用する道具、主な競技の結果、注目の選手を紹介していた。ただし、オリンピック期間中と違って「スペシャルプレゼンター」を設定せず、日比は夏季休暇（放送上は8月30日・8月31日）をはさんで当番組のスタジオへ出演（休暇中はニュースキャスターの藤森がスポーツ担当を兼務）。

### レギュラー陣の代役出演者
「レギュラー陣」には、2021年9月の番組終了より前にレギュラー出演を終了した者を含んでいる。
夏目三久の休暇中
- 吉田明世（2014年8月25日 - 8月27日及び8月29日）
- 田中みな実（2014年8月28日）

石井大裕の海外出張中
- 小林由未子（2014年6月中の月曜日・火曜日）
- 林みなほ（2014年6月中は水曜日 - 金曜日/9月中は火曜日 - 木曜日）
- 国山ハセン（2014年9月中の月曜日・金曜日）
- 熊崎風斗（2015年4月6日 - 4月9日）

北斗晶（元格闘家）の休暇中
- 佐々木健介（北斗晶の夫）（2015年11月13日 -　、金曜日）[50]

織田信成（元フィギュアスケート選手）の不在時
- 村上佳菜子（元フィギュアスケート選手）（2017年11月16日[注釈 25]、12月7日[注釈 26]）

## 過去の出演者
特に表記されていない人物は、出演時点でTBSアナウンサー。

### 総合司会（メインキャスター）
- 齋藤孝（教育学者・明治大学教授、2014年3月31日 - 2015年3月27日）[51]

TBSにおいてはこれまで、『情報7days ニュースキャスター』にレギュラーコメンテーターとして出演していた（MC就任後も続投）。ただし、司会者としてレギュラー番組を持つのは、本番組が初めてである。

### 曜日レギュラー（メインパーソナリティ）
- 澤部佑（ハライチ）（月曜日、2015年3月30日 - 2016年3月21日）
- 野村修也（弁護士）（火曜日、2015年3月31日 - 2016年3月22日）
- 博多華丸（博多華丸・大吉）（水曜日、2015年4月1日 - 2016年3月23日）
- 岡崎朋美（元フィギュアスケート選手）（金曜日、2015年12月 - 2016年3月25日）
- 織田信成（元フィギュアスケート選手）（木曜日、2015年4月2日-2017年12月28日）
- 奥野史子（元アーティスティックスイミング選手）（隔週水曜日、2017年4月5日 - 2018年3月28日）
- 東尾理子（コメンテーター）（隔週水曜日、2017年4月12日 - 2018年3月21日）

### キャスター
- 井上貴博（ニュース・ワードなう、2014年3月31日 - 2015年3月27日）：前番組『朝ズバッ!』（終了時点）から続投。夏目がスタジオへ出演できない日には、メインキャスターを代行した。当初はストレートニュースも読んでいたが、2014年10月6日以降はニュース解説に事実上専念。前述の通り、2015年4月改編から後枠で放送を開始した『白熱ライブ ビビット』（2017年4月から『ビビット』に改題・2019年9月終了）への異動を機に降板した。2017年4月からは、『Nスタ』平日版の総合司会を担当中。2022年12月までは、ホラン千秋とのコンビで全曜日に出演していた。日比の「金曜キャスター」起用（2023年1月）以降は、自身の意向などから担当曜日を徐々に減らしているが、同年の4月改編からは金曜日の総合司会を日比と分担。
- 皆川玲奈（｢あさチャン!エンタ｣木曜日・金曜日、2014年10月6日 - 2015年3月27日）：TBSテレビへの入社1年目に、『はやチャン!』との兼任扱いで出演[52]。降板後に『NEWS23』のサブキャスターなどを経て、2019年4月から『はやドキ!』（｢はやチャン!｣の後継番組）でMCを担当。『はやドキ!』が当番組と同じ日に終了してからは、日比と共に『ひるおび!』のアシスタント陣に加わっている。ちなみに、『ひるおび!』には2022年12月まで木曜日のみ、日比が卒業した2023年1月から木曜日・金曜日に出演。
- 佐藤渚（2014年3月31日 - 2016年3月25日）：番組開始当初はスタジオ出演、2015年秋以降はフィールド・その他全般を担当。
- 高野萌（フリーアナウンサー、2014年3月31日 - 2015年3月27日）：当初は主にトレンド・カルチャーを担当。2014年9月29日より報道全般も扱う取材キャスター。
- 奥平邦彦（フリーアナウンサー、2014年3月31日 - 9月26日）：前番組『朝ズバッ!』（終了時点）から続投。主にニュース・報道を担当。『いっぷく!』に異動のため降板。
- 岡﨑大和[53]（俳優）：｢47都道府県 ご当地ハテナの旅→ご当地にっぽん一周 ハテナの旅｣の現地リポートを担当。
- 山本匠晃：番組開始当初に出演。2014年10月6日からは、当時共演していた井上の役割を分担する格好で、ストレートニュースも読んでいた。降板後の2019年4月から、皆川と共に『はやドキ!』のMCを担当。
- 宇垣美里：TBSテレビ入社1年目の2014年10月6日[52][54] から、2018年3月まで出演[55]。2015年3月25日までは、同期入社の皆川と「あさチャン!エンタ」を分担していた（宇垣は月曜日 - 水曜日担当）。2015年4月から9月25日まで全曜日で「あさチャン!エンタメ」を担当したほか、9月から5時台のお天気コーナーにも出演。2019年3月でTBSテレビを退社した。
- 伊東楓
- 笹川友里（2018年4月4日 - 2019年3月29日）：出演期間中に第1子を懐妊したため、2019年4月から産前産後休暇を取得。6月の出産を経て、2020年10月から番組への出演を再開したが、当番組へ復帰しないまま2021年2月28日付で伊東と共にTBSテレビを退社。
- 石井大裕（スポーツ、2014年3月31日 - 2019年3月29日）：降板後の2019年6月3日から、『news23』のスポーツキャスターを担当。2022年4月から『S☆1』のメインキャスターへ異動している。
- 山本里菜（2017年10月2日 - 2019年12月24日）：降板後の2020年10月から『はやドキ!』の水曜サブキャスターを担当。
- 山形純菜（2017年10月2日 - 2019年12月27日）：降板後の2020年4月以降は、『はやドキ!』のMCやサブキャスターを担当。
- 杉山真也（2018年4月2日 - 2019年12月27日）：2015年3月30日から出演していた『ひるおび!』のコーナーキャスターと兼務。当番組終了の翌日（2021年10月1日）から、『THE TIME'』の司会兼『THE TIME,』の進行キャスターとして[56][57]、当該枠再登板を果たした。
- 熊崎風斗（スポーツ[注釈 27]、2019年4月1日 - 2020年9月22日）
- 加藤シルビア（2019年4月1日 - 2020年12月25日、2021年9月30日）：第3子の懐妊に伴って、2021年1月から産前産後休暇を取得[58]。6月に第3子を出産した[59]。最終回では休暇中にもかかわらず、リモート方式で特別にニュースを担当[35]。

### 気象キャスター
いずれも気象予報士
- 尾崎朋美（2014年3月31日 - 2016年3月25日、3月28日から『はやドキ!』に異動）
- 井田寛子（2016年3月28日 - 2017年9月29日）
  - NHK総合テレビで2016年3月25日まで『ニュースウオッチ9』などの気象情報を担当していたため、民放局制作番組へのレギュラー出演は当番組が初めてであった。第1子の懐妊に伴う産前産後休業を機に降板。
- 河津真人（2019年4月1日 - 9月27日）

### コメンテーター
- 元村有希子（毎日新聞デジタル報道センター編集委員：月曜日の2014年6月16日 - 2015年3月と水曜日の2020年4月 - 12月）
- 龍崎孝（TBSテレビ報道局解説委員→流通経済大学教授：2015年3月30日 - 2019年12月24日）
  - 降板後は、2019年4月から兼務していた『はやドキ!』月曜日・木曜日のニュース解説に専念。
- 久江雅彦（共同通信社編集委員兼論説委員、2015年4月1日 - 2015年11月27日）
- 牧嶋博子（TBSテレビ報道局解説委員→解説・専門室長、元TBSアナウンサー、2015年4月2日 - 2017年3月31日・2019年4月1日 - 12月23日）
  - アナウンサー時代に『JNNおはようニュース&スポーツ』などを担当した後に、解説委員として『みのもんたの朝ズバッ!』に出演。レギュラー出演を終了してからも、長年取材してきた皇室関連の話題でコメントを寄せることがあった。
- 前田浩智（毎日新聞編成編集局次長：金曜日、2015年4月3日 - 2016年3月25日）
- 鎌田靖（2017年4月3日 - 2018年3月30日）
  - 2018年4月からは、『ひるおび!』で「鎌田解説」という冠コーナーを週に2日担当。
- 尾木直樹（法政大学名誉教授：水曜日、2019年4月3日 - 2019年12月25日）
- 住田裕子（弁護士：木曜日、2018年4月 - 2020年3月26日）[注釈 28]
- 長嶋一茂（元プロ野球選手）（月曜日、2019年4月1日 - 2020年3月23日）
- 浜田敬子（当時BIJ統括編集長、元AERA編集長）[注釈 29][注釈 30]
- 柳澤秀夫（ジャーナリスト、元NHK解説委員、2020年1月 - 2021年3月）
- 松木安太郎（元サッカー選手）（2017年4月 - 2021年3月）
- 沢松奈生子（元テニス選手）（2015年10月 - 2021年3月）

2019年度には、金村義明と真中満（いずれもTBSテレビと契約していない野球解説者）も、基本として隔週交代で水曜日に出演していた。

### リポーター
- 住田洋 （フリーアナウンサー）（2015年10月29日 - 2019年12月25日）

### その他
- 北斗晶（元格闘家）（超簡単おかずレシピ北斗ゴハン）（金曜日、2015年4月3日 - 2017年3月）2017年4月から『おびゴハン!』に異動。
- 森田正光（気象解説）（不定期、2017年10月2日 - 2019年3月29日）お天気コーナーをTBSアナウンサーのみで担当していた2017年10月2日 - 2019年3月29日の期間、番組内で気象に関する話題を取り上げる際に気象解説として出演していた。

### キャスターの変遷

#### 総合司会・ニュース
| 期間                                                       | 期間       | 総合司会        | ニュース                 | ニュース  | ニュース  | ニュース    | ニュース    |
| 期間                                                       | 期間       | 総合司会        | 平日                     | 月曜      | 火曜      | 水曜        | 木曜・金曜  |
| ---------------------------------------------------------- | ---------- | --------------- | ------------------------ | --------- | --------- | ----------- | ----------- |
| 2014.3.31                                                  | 2014.10.3  | 夏目三久 齋藤孝 | 井上貴博 佐藤渚          | （不在）  | （不在）  | （不在）    | （不在）    |
| 2014.10.6                                                  | 2015.3.27  | 夏目三久 齋藤孝 | 井上貴博 山本匠晃 佐藤渚 | （不在）  | （不在）  | （不在）    | （不在）    |
| 2015.3.30                                                  | 2015.10.2  | 夏目三久        | 藤森祥平 佐藤渚          | （不在）  | （不在）  | （不在）    | （不在）    |
| 2015.10.5                                                  | 2016.3.25  | 夏目三久        | 藤森祥平 山本匠晃        | （不在）  | （不在）  | （不在）    | （不在）    |
| 2016.3.28                                                  | 2016.9.30  | 夏目三久        | 藤森祥平                 | （不在）  | （不在）  | （不在）    | （不在）    |
| 2016.10.3                                                  | 2018.3.30  | 夏目三久        | 藤森祥平 宇垣美里        | （不在）  | （不在）  | （不在）    | （不在）    |
| 2018.4.2                                                   | 2018.12.28 | 夏目三久        | 藤森祥平                 | 山形純菜  | 山本里菜  | 笹川友里    | 笹川友里    |
| 2019.1.4                                                   | 2019.3.29  | 夏目三久        | 藤森祥平                 | 山形純菜  | 山本里菜  | 山本里菜    | 笹川友里    |
| 2019.4.1                                                   | 2019.12.27 | 夏目三久        | 藤森祥平1 加藤シルビア   | 山本里菜  | 山本里菜  | 山形純菜    | 山形純菜    |
| 2020.1.6                                                   | 2020.12.25 | 夏目三久        | 藤森祥平1 加藤シルビア   | 篠原梨菜1 | 篠原梨菜1 | 宇賀神メグ1 | 宇賀神メグ1 |
| 2021.1.4                                                   | 2021.9.30  | 夏目三久        | 藤森祥平                 | 篠原梨菜1 | 篠原梨菜1 | 宇賀神メグ1 | 宇賀神メグ1 |
| - 12020年1月から3月までは、『あさチャン!先出し』にも出演。 |            |                 |                          |           |           |             |             |

#### コーナー
| 期間      | 期間       | スポーツ   | スポーツ    | エンタメ    | エンタメ   | エンタメ   | 天気                | 天気                | 天気                | 天気                | 取材・その他    | 取材・その他     |
| 期間      | 期間       | 月曜・火曜 | 水曜 - 金曜 | 月曜 - 水曜 | 木曜       | 金曜       | 月曜                | 火曜                | 水曜                | 木曜・金曜          | 平日            | 月曜・水曜・金曜 |
| --------- | ---------- | ---------- | ----------- | ----------- | ---------- | ---------- | ------------------- | ------------------- | ------------------- | ------------------- | --------------- | ---------------- |
| 2014.3.31 | 2014.10.3  | 石井大裕   | 石井大裕    | 山本匠晃    | 山本匠晃   | 山本匠晃   | 尾崎朋美            | 尾崎朋美            | 尾崎朋美            | 尾崎朋美            | 奥平邦彦 高野萌 | （不在）         |
| 2014.10.6 | 2015.3.27  | 石井大裕   | 石井大裕    | 宇垣美里    | 皆川玲奈   | 皆川玲奈   | 尾崎朋美            | 尾崎朋美            | 尾崎朋美            | 尾崎朋美            | 品田亮太 高野萌 | （不在）         |
| 2015.3.30 | 2015.10.2  | 石井大裕   | 石井大裕    | 宇垣美里    | 宇垣美里   | 宇垣美里   | 尾崎朋美            | 尾崎朋美            | 尾崎朋美            | 尾崎朋美            | 品田亮太        | 山本匠晃         |
| 2015.10.5 | 2016.3.25  | 石井大裕   | 石井大裕    | 宇垣美里    | 宇垣美里   | 宇垣美里   | 尾崎朋美            | 尾崎朋美            | 尾崎朋美            | 尾崎朋美            | 住田洋 佐藤渚   | （不在）         |
| 2016.3.28 | 2016.9.30  | 石井大裕   | 石井大裕    | 宇垣美里    | 宇垣美里   | 宇垣美里   | 井田寛子            | 井田寛子            | 井田寛子            | 井田寛子            | 住田洋 山本匠晃 | （不在）         |
| 2016.10.3 | 2017.3.31  | 石井大裕   | 石井大裕    | 伊東楓      | 伊東楓     | （不在）   | 井田寛子            | 井田寛子            | 井田寛子            | 井田寛子            | 住田洋 山本匠晃 | （不在）         |
| 2017.4.3  | 2017.9.29  | 石井大裕   | 石井大裕    | 伊東楓      | 伊東楓     | （不在）   | 井田寛子            | 井田寛子            | 井田寛子            | 井田寛子            | 住田洋          | （不在）         |
| 2017.10.2 | 2018.3.30  | 石井大裕   | 石井大裕    | 伊東楓      | 伊東楓     | （不在）   | 山本里菜            | 山本里菜            | 山本里菜            | 山形純菜            | 住田洋          | （不在）         |
| 2018.4.2  | 2018.12.28 | 石井大裕   | 石井大裕    | 杉山真也    | 杉山真也   | 杉山真也   | 山本里菜            | 山形純菜            | 山本里菜            | 山形純菜            | 住田洋          | （不在）         |
| 2019.1.4  | 2019.2.1   | 石井大裕   | 石井大裕    | 杉山真也    | 杉山真也   | 杉山真也   | 山本里菜            | 山形純菜            | 良原安美            | 山形純菜            | 住田洋          | （不在）         |
| 2019.2.4  | 2019.3.1   | 石井大裕   | 石井大裕    | 杉山真也    | 杉山真也   | 杉山真也   | 山本里菜            | 山形純菜            | 田村真子            | 山形純菜            | 住田洋          | （不在）         |
| 2019.3.4  | 2019.3.29  | 石井大裕   | 石井大裕    | 杉山真也    | 杉山真也   | 杉山真也   | 山本里菜            | 山形純菜            | 宇賀神メグ          | 山形純菜            | 住田洋          | （不在）         |
| 2019.4.1  | 2019.9.27  | 熊崎風斗   | 日比麻音子  | 杉山真也    | 杉山真也   | 杉山真也   | 河津真人            | 河津真人            | 河津真人            | 河津真人            | 住田洋          | （不在）         |
| 2019.9.30 | 2019.12.27 | 熊崎風斗   | 日比麻音子  | 杉山真也    | 杉山真也   | 杉山真也   | 増田雅昭            | 増田雅昭            | 増田雅昭            | 増田雅昭            | 住田洋          | （不在）         |
| 2020.1.6  | 2020.9.25  | 熊崎風斗   | 日比麻音子  | （不在）    | （不在）   | （不在）   | 増田雅昭            | 増田雅昭            | 増田雅昭            | 増田雅昭            | 柴田将平        | （不在）         |
| 2020.9.28 | 2020.12.25 | 日比麻音子 | 日比麻音子  | （不在）    | （不在）   | （不在）   | 増田雅昭 野村彩也子 | 増田雅昭 野村彩也子 | 増田雅昭 野村彩也子 | 増田雅昭 野村彩也子 | 柴田将平        | （不在）         |
| 2021.1.4  | 2021.9.30  | 日比麻音子 | 日比麻音子  | 野村彩也子  | 齋藤慎太郎 | 齋藤慎太郎 | 増田雅昭            | 増田雅昭            | 増田雅昭            | 増田雅昭            | 柴田将平        | （不在）         |

### 曜日レギュラーの変遷
| 期間                                             | 期間       | 月曜       | 火曜                | 水曜                | 木曜                  | 金曜       |
| ------------------------------------------------ | ---------- | ---------- | ------------------- | ------------------- | --------------------- | ---------- |
| 2015.3.30                                        | 2015.9.25  | 澤部佑     | 野村修也            | 博多華丸            | 織田信成1 沢松奈生子2 | （不在）   |
| 2015.9.28                                        | 2015.11.27 | 澤部佑     | 野村修也 沢松奈生子 | 博多華丸            | 織田信成              | （不在）   |
| 2015.11.30                                       | 2016.3.25  | 澤部佑     | 野村修也 沢松奈生子 | 博多華丸            | 織田信成              | 岡崎朋美   |
| 2016.3.28                                        | 2017.3.31  | 沢松奈生子 | （不在）            | （不在）            | 織田信成              | 沢松奈生子 |
| 2017.4.3                                         | 2017.12.29 | 沢松奈生子 | 松木安太郎          | 奥野史子3 東尾理子3 | 織田信成              | 沢松奈生子 |
| 2018.1.4                                         | 2018.3.30  | 沢松奈生子 | 松木安太郎          | 奥野史子3 東尾理子3 | （不定）              | 沢松奈生子 |
| 2018.4.2                                         | 2019.3.29  | 沢松奈生子 | 松木安太郎          | （不定）            | （不定）              | 沢松奈生子 |
| 2019.4.1                                         | 2019.12.27 | 長嶋一茂   | （不定）            | （不定）            | 松木安太郎            | 沢松奈生子 |
| - 1 毎月最終週を除く - 2 毎月最終週 - 3 隔週交代 |            |            |                     |                     |                       |            |

- 公式サイトでは2020年1月から、「曜日レギュラー」と後述する「ニュースコメンテーター」を、「コメンテーター」と総称。

### コメンテーターの変遷
| 期間       | 期間       | コメンテーター        | コメンテーター        | コメンテーター        | コメンテーター        | コメンテーター        | ニュースコメンテーター   | ニュースコメンテーター   | ニュースコメンテーター   | ニュースコメンテーター   | ニュースコメンテーター   |
| 期間       | 期間       | 月曜                  | 火曜                  | 水曜                  | 木曜                  | 金曜                  | 月曜                     | 火曜                     | 水曜                     | 木曜                     | 金曜                     |
| ---------- | ---------- | --------------------- | --------------------- | --------------------- | --------------------- | --------------------- | ------------------------ | ------------------------ | ------------------------ | ------------------------ | ------------------------ |
| 2015.3.30  | 2015.10.2  | （不在）              | （不在）              | （不在）              | （不在）              | （不在）              | 龍崎孝                   | 野村修也                 | 久江雅彦                 | 牧嶋博子                 | 前田浩智                 |
| 2015.10.5  | 2015.11.27 | （不在）              | （不在）              | （不在）              | （不在）              | （不在）              | 龍崎孝 牧嶋博子          | 龍崎孝 野村修也          | 龍崎孝 久江雅彦          | 龍崎孝 牧嶋博子          | 前田浩智                 |
| 2015.11.30 | 2016.4.1   | （不在）              | （不在）              | （不在）              | （不在）              | （不在）              | 龍崎孝 牧嶋博子          | 龍崎孝 野村修也          | 龍崎孝 （不定）          | 龍崎孝 牧嶋博子          | 前田浩智                 |
| 2016.4.4   | 2016.9.30  | パトリック・ ハーラン | パトリック・ ハーラン | パトリック・ ハーラン | パトリック・ ハーラン | パトリック・ ハーラン | 龍崎孝                   | 龍崎孝 牧嶋博子          | 竹内薫 牧嶋博子          | 竹内薫                   | 龍崎孝                   |
| 2016.10.3  | 2017.3.31  | （不在）              | （不在）              | （不在）              | （不在）              | （不在）              | 龍崎孝                   | 龍崎孝 牧嶋博子          | 竹内薫 牧嶋博子          | 竹内薫                   | 龍崎孝                   |
| 2017.4.3   | 2018.3.30  | 鎌田靖                | 鎌田靖                | 鎌田靖                | 鎌田靖                | 鎌田靖                | 龍崎孝                   | 龍崎孝                   | 龍崎孝                   | 龍崎孝                   | 龍崎孝                   |
| 2018.4.2   | 2019.3.29  | （不在）              | （不在）              | （不在）              | （不在）              | （不在）              | 龍崎孝                   | 龍崎孝                   | 龍崎孝                   | 龍崎孝                   | （不定）                 |
| 2019.4.1   | 2019.12.27 | （不在）              | （不在）              | （不在）              | （不在）              | （不在）              | 長嶋一茂 牧嶋博子        | 龍崎孝                   | 尾木直樹                 | 住田裕子                 | 浜田敬子                 |
| 2020.1.6   | 2020.3.27  | 長嶋一茂              | 柳澤秀夫              | （不定）              | 松木安太郎 住田裕子   | 沢松奈生子 浜田敬子   | （コメンテーターが兼務） | （コメンテーターが兼務） | （コメンテーターが兼務） | （コメンテーターが兼務） | （コメンテーターが兼務） |
| 2020.3.30  | 2020.12.25 | 堤伸輔                | 柳澤秀夫              | 元村有希子            | 松木安太郎            | 沢松奈生子 浜田敬子   | （コメンテーターが兼務） | （コメンテーターが兼務） | （コメンテーターが兼務） | （コメンテーターが兼務） | （コメンテーターが兼務） |
| 2021.1.4   | 2021.3.26  | 堤伸輔                | 柳澤秀夫              | （不在）              | 堤伸輔 松木安太郎     | 沢松奈生子            | （コメンテーターが兼務） | （コメンテーターが兼務） | （コメンテーターが兼務） | （コメンテーターが兼務） | （コメンテーターが兼務） |
| 2021.3.29  | 2021.9.30  | 堤伸輔                | （不在）              | （不在）              | 堤伸輔                | （不在）              | （コメンテーターが兼務） | （コメンテーターが兼務） | （コメンテーターが兼務） | （コメンテーターが兼務） | （コメンテーターが兼務） |

- 複数の名前がある箇所は共演。

## 番組キャラクター
- ぐでたま
  - 「ぐでぐでとやる気のないたまご」というイメージで、サンリオが2013年に開発・発表したキャラクター。同年の「食べキャラ総選挙」で2位を獲得するなど、20代 - 30代の女性を中心に、幅広い年齢層から人気を博している。
  - 当番組では2017年10月の時点で、5:29ごろ[注釈 32] に「ぐでたま」を主人公に食卓などをテーマに据えた1分間のショートムービー（短編アニメ）を放送。現在の時刻のアナウンスを告知する際にも、毎日「ぐでたま」が登場している。ぐでたまの登場パターンは、卵から吊るされるところで「今何時?」（6:35 - 6:45間のローカルセールス枠明けなど）、起き上がって時刻を指すところで「おはようございません」、卵の殻に入ったままで「朝ご飯、食べた?」（いずれも7:35 - 7:45間のローカルセールス枠明け）の3つがあり、いずれもその後にアナウンサーが現在の時刻を2回コールする（7:35 - 7:45間はまれに卵から吊るされたままで発言しない場合もあった）。かつては7時の時報（5秒間）にも、非常時・緊急時を除き毎日登場させていた[60][注釈 33]。同時に番組内のコーナー「トピック630」に内包される形となっている。
  - 2016年3月25日までには、データ放送と連動した視聴者参加型のゲーム「ぐでたまチャンス!」を実施した。その後には、視聴者から投稿された「ぐでたまダンス」の映像を紹介しているが、紹介した映像の中にはジャニーズWESTが「ぐでたまダンス」を踊っているものもあった。現在はショートムービーの後に放送（2015年3月30日 - 2016年3月25日までは、ダンス映像の後に「ぐでたまチャンス!」を実施）。なお、「ぐでたまダンス」の振り付けはYouTubeのサイトで見る事が出来る。
  - 2017年4月3日放送分より「ぐでたまダンス」がリニューアルされた。視聴者からの「ぐでたまダンス」投稿は8月18日で終了した。「ぐでたまさんぽ」は2020年12月まで6:07ごろに放送していたが、2021年に入ってからは「ぐでたま」が一切登場しなかった。

## テーマ曲
| 歌手名/ユニット名    | 曲名                      | 使用期間                      | 備考   |
| -------------------- | ------------------------- | ----------------------------- | ------ |
| 熊田豊               | インストゥルメンタル      | 2014年3月31日 - 7月18日       |        |
| アウル・シティー     | When Can I See You Again? | 2014年7月21日 - 12月29日      |        |
| GReeeeN              | OHA☆YOU                   | 2015年1月5日 - 3月27日        | [ 61 ] |
| フリッパーズ・ギター | 恋とマシンガン            | 2015年3月30日 - 2017年3月31日 |        |
| DJ FUMIYA            | SUNNY                     | 2017年4月3日 - 2018年3月30日  |        |
| FUMIYA               | きっといい日              | 2018年4月2日 - 2019年3月29日  |        |
| FUMIYA               | Mornin'                   | 2019年4月1日 - 2021年9月30日  |        |

## コーナー

### 最終盤（2021年5月以降）
- 「オープニング」（2021年1月以降は、夏目と増田がTBS本社の構内から中継で出演[注釈 34]。簡単なトークを挟んでから、増田が全国の当日の天気を伝えていた）
- 「ニュース600」[注釈 35]（藤森[注釈 36]とサブキャスター[注釈 37]がストレートニュースを交互に伝える）
- 「情報PICKUP」（6:05ごろから6:09ごろまで。ネット各局のローカル差し替え枠に当たるため、実際には関東ローカルで放送）
- 「あさチャン!スポーツ」[注釈 38]（日比[注釈 39] の進行で、6:09ごろから6:20ごろまで第2部構成で放送。2021年3月までは、松木や沢松などのアスリート系コメンテーターも同席していた）
- 「オリ天」（ネット各局のローカル差し替え枠で、放送対象地域の天気予報を編成。「あさチャン!スポーツ」から直結する6:20ごろの枠のみ、番組独自の天気予報を、増田がTBS本社構内からの生中継で全国に向けて伝えた[注釈 40]）
- 「World特派員リポート」（夏目が進行。その日に取り上げる話題の国の特派員が、滞在先からの生中継を通じて最新情報を伝えた）[注釈 41]
- 「ニュース630」（構成と担当者[注釈 42] は「ニュース600」と同じ）
- 「エリア情報」（ネット各局のローカル差し替え枠で、6:40 - 6:45と7:30 - 7:35に設定。基本として放送対象地域の天気予報を伝えていたが、7時台はローカルニュースを放送する局が多い。2020年9月までは7:57 - 7:59にも設けられていた）
- 「BUZZトピ」（野村/斎藤[注釈 43] が進行。動物の映像やエンタテインメント関連の記者会見・取材映像などを紹介した）
- 「ニュース645」（夏目と日比の進行[注釈 44] で、藤森による取材リポートを随時挿入。2021年3月まで全編にわたって出演していたコメンテーターは、同年の4月改編で人数と出演日を減らしたことを機に、ただ1人残った堤が月・木曜日にこのコーナーから登場していた）
- 「いまドキNo.1」（サブキャスターが担当[注釈 37]。放送の時点で注目度の高い商品やサービスの体験取材を伴っていたため、担当日以外の放送にVTRリポートで登場することがあった）

ネット局のうち、東北放送では7時台の「エリア情報」（7:40頃）以降のパートを「ウォッチン!みやぎ」（宮城ローカル番組）に差し替えるため、通常は以下のコーナーを放送していなかった。
- 「BUZZ NEWS」（インターネット上での注目度が高い話題を野村/斎藤[注釈 45] が紹介するコーナー。エンタテインメント関連の話題を取り上げることや、映像素材を『はやドキ!』と共用することが多く、TBSが制作するドラマの告知も兼ねていた。2021年4月から7時台「エリア情報」の直後に放送）
- 「SDGsな未来へ ここスゴッ!発明」（夏目かマンスリープレゼンターが進行するコーナー）[注釈 46]
- 「仕事のウラ側」（専門性が高い仕事ならではの技や環境をサブキャスター[注釈 37]が現場で体験するクイズ仕立ての取材企画で、2021年4月から不定期で7:30前後に放送）
- 「ニュース745」（藤森[注釈 47] が担当）
- 「脳シャキ!30秒クイズ」（当日のサブキャスター[注釈 37][注釈 48] が進行する脳トレクイズ[注釈 49] で、キャスター陣・コメンテーターも解答に参加。CMをはさんで、7:57ごろに正解を発表していた。夏目と増田は、2021年4月から最終回の前日まで、このコーナーからTBS本社構内での中継に再び登場。TBSが制作するドラマのメインキャストを、このコーナーの直前からゲストに迎えることもあった。
- 「ウチの子」（7:58ごろ。野村/齋藤が犬のミニチュア人形を使ってポーズを披露した後に、視聴者から送られたペットのVTRを放送）[注釈 50]
- 「エンディング」（オープニングと同様の構成で、増田が全国の当日の天気を伝えていた）

TBSテレビの報道局が担当するストレートニュースパートについては、番組開始の時点で4枠設定。2016年春から『はやドキ!』内のパートを4枠に増やしたことによって、2019年12月までは、5時台、6時台の冒頭、7時半過ぎの3枠に減らしていた。放送時間を短縮した後は、本編の報道色を強化。2020年1月 - 3月は、5時台のパートを前座番組『あさチャン!先出し』で引き継いでいた。『はやドキ!』の放送時間延長に伴って『あさチャン!先出し』を終了した4月以降は、6時台に2枠（「ニュース600」「ニュース630」）、7時台に1枠（「ニュース745」）を設定。さらに、新型コロナウイルス感染症対策の一環で、サブキャスターとコメンテーターがスタジオとは別の部屋（『あさチャン!先出し』で使用していた報道局のニューススタジオとは別のスペース）から出演していた。
「いまドキNo.1」「BUZZ NEWS」「脳シャキ!30秒クイズ」「ウチの子」については、重大ニュース・悪天候・災害などの報道や特別編成を優先する場合に、少なくとも1つを割愛。その一方で、「BUZZ NEWS」では「BUZZ 生パフォーマンス」と称して、マジックやサンドアートなどのパフォーマーによるライブパフォーマンスをスタジオから（またはスタジオ以外の場所からの生中継で）放送することがあった。

#### 期間限定企画
2020東京オリンピックの開幕週（7月19日＝月曜日）から閉幕2日前の8月6日（金）までは、「届け、スポーツのチカラ!」（TBSテレビ系列の東京オリンピック/パラリンピック関連キャンペーンと連動した取材企画で2020年1月から「あさチャン!スポーツ」内で随時放送） を、夏目/日比が進行する単独コーナーとして7時台の後半（本来は「SDGsな未来へ ここスゴッ!発明」と「エリア情報」に充てる時間帯）に編成。日本勢の注目選手や、放送の当日（本番後）に予定されている主な競技の見どころを紹介していた。また、放送前日までの競技で日本代表選手がメダルを獲得した場合には、当該選手を国際放送センター内の特設スタジオに迎えてのインタビューを随時放送。日比は閉幕の翌日（8月9日）まで特設スタジオからの生中継で「あさチャン!スポーツ」「届け、スポーツのチカラ!」を進行していたが、基本として7時台の後半（8月6日までは「届け、スポーツのチカラ!」を編成）で出演を終えていた。「ニュース645」にはオリンピック関連のトピックスを伝える場合にのみ登場したため、8月9日放送分まではニュースキャスターの藤森がスタジオキャスターを代行。「届け、スポーツのチカラ!」については、東京パラリンピックの開幕前日（8月23日）から閉幕直前（9月3日）までの期間にも、夏目と日比/藤森が当番組のスタジオから共同で進行する単独コーナーとして7時台の後半に編成していた。なお、閉幕翌日（9月6日）の放送から7時台の「エリア情報」枠を復活させた関係で、同日にはパラリンピック終盤の競技ダイジェストを「あさチャン!スポーツ」（日比が担当）と「BUZZ NEWS」（野村が担当）、9月7日（火）にはパラリンピック全般のダイジェストを「あさチャン!スポーツ」で放送。
2021年8月第2週（8月9日 - 8月13日）の「脳シャキ!30秒クイズ」は、『ラヴィット!』（4月改編からの後枠番組）との連動企画として放送。MCの川島明（麒麟）が、同番組の本番を控えたスタジオからの生中継を通じてクイズに参加していた。後番組の『THE TIME,』では、この企画をベースに、放送日の司会者（金曜日のみ香川・他曜日は安住）と川島によるクロストークがエンディングパート（「脳シャキ!30秒クイズ」とほぼ同じ時間帯）で毎日放送されている（緊急ニュース時や『ラヴィット!』側が録画放送となる場合は行われない）。

##### 「あさチャン! スペシャルweek」（2021年9月20日 - 9月30日）
最終回の前日（9月29日＝水曜日）まで放送されていた「脳シャキ!30秒クイズ」では、9月20日（月曜日・敬老の日）から8回にわたって、当番組と縁の深い人物（かつてのレギュラー出演者など）がVTRでクイズを出題（9月20日：織田、9月21日：野村萬斎、9月22日：沢松、9月23日：ピコ太郎、9月24日：松木、9月27日：森山直太朗、9月28日：春日山翔太、9月29日：三浦知良）。正解を発表した後で、夏目に向けて感謝と惜別のメッセージを送っていた。
また、9月27日（月）と最終回を除く7日間は、「BUZZ NEWS」に代わって「BUZZ 生パフォーマンス」を7時台の後半に放送。9月21日（火）から9月24日（金）までの4日間は、「SDGsな未来へ ここスゴッ!発明」に代わって「あさチャン!ヒストリー　あの子今どうしてる?」（過去に当番組で紹介した子どもたちへの追跡取材企画）を7:30前後に編成していた。
さらに、9月27日から最終回までの4日間を「あさチャン!ラストweek」に設定。9月27日には、「シリーズ　青春プロジェクト」（いわゆる「コロナ禍」が始まった2020年から随時実施してきた中学生・高校生への応援企画）の集大成として、FUNKY MONKEY BABYSと（MCのモン吉が卒業した）東京都立片倉高等学校吹奏楽部のコラボレーションによるスタジオライブ を7:30前後に組み込んだ。9月28日（火）・9月29日（水）には、事前収録による森且行（SMAPのメンバーから転身したオートレーサー） への独占インタビューを、7:20ごろから20分近くにわたって放送。「あさチャン!スポーツ」でも、長期にわたって取材してきたアスリートの一部（横浜DeNAベイスターズ一軍監督の三浦大輔 や「あさチャン!ファミリーの末っ子」と認められていた京口紘人など）を、「あさチャン!ヒストリー」として9月29日と9月30日に紹介した。
最終回では、「SDGsな未来へ ここスゴッ!発明」の特別版として、夏目とクリスタ・ミッコネン（放送の時点では「SDGsの達成度で世界1位」とされるフィンランドの環境・気候変動大臣）が事前収録のリモート中継で対談した模様をクイズ仕立てで放送。「ニュース745」と7時台の「エリア情報」枠を7:20前後に繰り上げたうえで、「夏目三久×あさチャン!が歩んだ7年半」（番組の歴史を名場面の映像で振り返る特別企画）を7:30から10分間編成した。さらに、7:40からは、当日出演のキャスター陣が増田→斎藤→野村→篠原→宇賀神→（1日限定で復帰した）加藤シルビア→藤森→日比の順に視聴者へ挨拶。夏目へのサプライズ企画として「我武者羅應援團」（番組発の応援企画へ随時登場していた日本唯一のプロ応援団）がキャスター陣やスタッフの想いを代弁したエールをスタジオで送った（この際に一度だけ呈した夏目の苦言が明かされた）後に、夏目が視聴者に向けて「ラストメッセージ」を伝えた。我武者羅應援團からのエールがおよそ7分に及んだ 影響で、当番組の放送は「ラストメッセージ」の途中で終了を余儀なくされた が、夏目自身は『マツコ&有吉の怒り新党　解散!!2時間スペシャル』のエンディングで笑顔を浮かべながら「ラストメッセージ」を述べることによって公の活動を締めくくった。ただし、東北放送では通常より早く7:30ごろから『ウォッチンみやぎ』に切り替えたため、「夏目三久×あさチャン!が歩んだ7年半」以降のパートをネットしなかった。
なお、最終回での我武者羅應援團の夏目へのエールが長引いた件については翌日からスタートした後継番組『THE TIME,』の初回でも触れられ、総合司会の安住・香川が深々と頭を下げ謝罪していた。安住によると、当の我武者羅應援團もこの事態で落ち込んでおり、当番組スタッフも夏目に申し訳なく思っているという。

### 2021年4月までに終了
2019年の12月までに放送されたコーナーのタイトルには、番組タイトルの一部が組み込まれることが多かった（『ビビット』でも同様）。
- あにまるチャン

視聴者が公式サイト経由で投稿した可愛い動物の動画から、番組側で選んだ動画を紹介するコーナー。
- ザワツキ

これから流行る話題を紹介するコーナー。
- まるわかり!

この時間までに入っているニュース・スポーツ・エンタメ情報を朝刊も交えながら複数項目伝えるコーナーだった。ニュース解説も行っていた。井上がニュース、石井がスポーツ、山本がエンタメ・トレンド情報を伝えていた。
- ご当地にっぽん一周 ハテナの旅（2014年10月 - 2014年12月）

岡﨑が各都道府県にある色々な意味を持つスポットを訪問するダイハツのタントカスタム「あさチャン号」に乗り、北海道から各市区町村を南下しながら旅をする。
2014年9月までは「47都道府県 ご当地ハテナの旅」というタイトルで、毎週ランダムに都道府県を訪問するものだった。
オープニングテーマとして、山下達郎の楽曲『アトムの子』が使用されていた。
- けさの便り
- あさチャン!一面チェック・あさチャン!朝刊チェック
- 日本一周 きわめびと名鑑（2015年1月 - ）

各都道府県の伝統工芸などの職人を訪ね。その技巧や想いなどを紹介するコーナー。
会一太郎（6代目三遊亭円楽の長男）がナレーションを担当。
- あかチャン

視聴者が公式サイトから投稿した内容を基に、赤ちゃんの名前とその由来を、本人の写真と共に紹介する企画。投稿の採用を決めた場合には、番組スタッフが投稿者の承諾を得たうえで、赤ちゃんの名前・生年月日・写真・名前の由来を紹介する。開始当初はエンディングで紹介していたが、現在は「あさチャン!朝刊チェック」が始まる前に変更。
- 情報まとめ24H
- ワードなう
- 齋藤孝の1分コラム
- ぐでたまチャンス

山本が「シャッフルマン」という名義で、進行を担当。テレビ映像にデータ放送と連動した当コーナー専用の画面が表示されると、3枚の「グレたまカード」と、1枚の「ゴールデンぐでたまカード」をシャッフルする。参加を希望する視聴者は、シャッフルの間に、シャッフル後の「ゴールデンぐでたまカード」の位置を予想。データ放送対応リモコンの4色のいずれか1色ボタンを押すことによって、その位置を選択する。選択した「ゴールデンぐでたまカード」の位置が、山本のシャッフル後の位置と一致した場合には、データ放送を通じて20ポイントを進呈。一致しない場合でも、1回の参加につき5ポイントを与えた（2014年9月29日以降は10ポイントに変更）。
- チャンスペ

曜日レギュラーが進行を務める（金曜日を除く）コーナー。　
月曜：ニッポン!7時25分の人→ご自慢おくさま
火曜：あさチャン!予防クリニック→野村先生の暮らしに役立つみんなの法律
水曜：地方紙発 週刊ほっとニュース
木曜：今朝のはじめてさん（2016年3月31日からコーナー復活）
- チョイス! → キテマスくん

世の中の話題にスポットを当てる特集。
- ピンスポ→今日のあさがお
- チャン知り

「情報をチャンと知りたい」という視聴者に向けて、生活情報を深く掘り下げて紹介するコーナー。
- あさプラ+
- あさチャン!生中継
- まとめのニュース
- 二人の「実は」聞かせてください（担当はチャンカワイ（Wエンジン））
- ニッポンを食べつくすご当地おかわり朝ゴハン（北斗のコーナーの後継で、2015年11月13日よりスタート、担当は佐々木健介[50]。）
- 超簡単おかずレシピ北斗ゴハン
- ニュースチェック
- LINE NEWS DIGEST→LINE NEWS
- まとめのニュース
- 今日の関心事 全力!リサーチボード（月曜 - 木曜）、今週の関心事 全力!リサーチボード（金曜）→ 全力!リサーチボード（平日）
- あさトク（｢チャンスペ!｣を改題したコーナー。内容は基本的に変わらない。）2018年9月より「あさチョク!」開始に伴い終了
- あさチョク!
- WORLD PATRICK TIMES（あさトク・金曜日企画。パックン降板により終了）
- あさチャン!アニメ『ぐでたま』→ぐでたまさんぽ（ぐてたま達が世界各国を周遊するという内容。）
- 平成 meet 令和（2019年4月1日 - 4月26日）
- はい!アップルパイ!（2019年4月1日 - 6月28日、担当はみやぞん（ANZEN漫才）[75]）
- 5:30けさの最大関心事
- 情報まとめ5:30
- あさチャン!スポーツ（5時台）
- 杉山アナのリサーチボード（杉山が降板する2019年12月まで放送）
- けさコレチェック6:30（ストレートニュース形式で伝える）
- 7時またぎ ニュースチェック[注釈 62]→「ニュース7時またぎ」（｢朝ズバッ!｣の「8時またぎ」と類似のコーナーで番組のメインコーナーの位置づけとなっている）
- けさコレチェック7:30 → けさコレチェック7:45（「けさコレチェック6:30」とは違いエンタメ・トレンド関係の話題のみを扱う）
- 特集
- しらべる!HoTワードQ（火曜 - 金曜）
- ニュースセレクション
- NEWS LIVE6
- あさチャン!お天気（2019年12月まで5:35ごろと6:00前後に放送）

通常は、TBS本社敷地内からの生中継方式で放送。基本としてTBSテレビの女性アナウンサーが単独で伝えていたが、2018年度の休日放送時のみ、気象予報士の資格を持つ矢部太郎（カラテカ）も「休日気象予報士」という肩書で出演した。コーナーとしては「先出し!あさチャン」の開始に伴って終了したが、TBS本社敷地内からの生中継による天気予報は、矢部以外の気象予報士が出演するパターンで「先出し!あさチャン」の廃枠後に復活。
- あさチャン!NEWS
- 朝刊まるわかり
- みんなのスポーツ（このコーナー内の「あさチャン!大相撲」は千秋楽の時だけ外で録画する。）
- ニュースランキング（TBSのニュースサイトにおけるアクセス数上位のニュースを伝える。「情報まとめ630」と構成上は連続している）
- 日刊トレンドワード→ニュース急上昇ワード
- 特報（7:30ごろ）
- スポーツHoTワード（月曜）
- ☑CHECK（7:45（2019年12月までは6:10）ごろ、火曜 - 金曜）
- 今朝のミダシ
- ニュースQ（夏目と日比の進行で2020年12月まで放送）
- 直アタリ（タイトルを「じかあたり」と読ませるコーナーで加藤が進行）
- ニッポン県民ランキング（藤森または宇賀神の進行で2020年10月まで放送）
- 新作入荷しました。（「いまドキNo.1」の前身コーナーとして、2021年4月まで6:25頃に放送。一つのテーマに関する新商品を篠原/宇賀神が一足先に試してリポート）

## ネット局と放送時間
- 2020年度以降も、当番組は実質全編ネットワークセールス枠の番組で、TBS系列局全てで同一時間に放送されるが、前番組『朝ズバッ!』と同様に第2部中盤以降はローカルセールス枠で、7:30ごろに飛び降りポイントが設けられているが、通常時では東北放送のみローカル枠を行使しており、TBSテレビ以外の通常時○の局でも局の都合により、放送対象地域内での災害・事件などの発生時に臨時に▲に変更することがある一方、有事・緊急時にJNN協定が発動した場合等、通常時▲となっていた東北放送が臨時に○に変更する場合があった。
- ネット局では時刻表示を行っていたが、「番組（ネット）送出はしない」というTBS系列の時刻表示運用ルールから各局別（ローカル）送出で行っていたため、たとえフォントがTBSテレビと同一のUD新ゴを使用していた局でも座布団やタイトル・日付表示の有無が異なっていた。また、天気ループも各局別送出で表示されていた。
- ネット状況について
  - ○…フルネット（TBSテレビ以外の局では数カ所設けられた関東ローカル枠を自社発の内容に差し替え）
  - ▲…7:30頃飛び降り

2020年3月30日から2021年9月30日まで
| 放送対象地域  | 放送局                    | 系列    | 放送時間・ネット状況   | 放送時間・ネット状況   | 備考                    |
| 放送対象地域  | 放送局                    | 系列    | 第1部 平日 6:00 - 7:00 | 第2部 平日 7:00 - 8:00 | 備考                    |
| ------------- | ------------------------- | ------- | ---------------------- | ---------------------- | ----------------------- |
| 関東広域圏    | TBSテレビ（TBS）          | TBS系列 | ○                      | ○                      | 【制作局】              |
| 北海道        | 北海道放送（HBC）         | TBS系列 | ○                      | ○                      |                         |
| 青森県        | 青森テレビ（ATV）         | TBS系列 | ○                      | ○                      |                         |
| 岩手県        | IBC岩手放送（IBC）        | TBS系列 | ○                      | ○                      |                         |
| 山形県        | テレビユー山形（TUY）     | TBS系列 | ○                      | ○                      |                         |
| 福島県        | テレビユー福島（TUF）     | TBS系列 | ○                      | ○                      |                         |
| 山梨県        | テレビ山梨（UTY）         | TBS系列 | ○                      | ○                      |                         |
| 長野県        | 信越放送（SBC）           | TBS系列 | ○                      | ○                      |                         |
| 新潟県        | 新潟放送（BSN）           | TBS系列 | ○                      | ○                      |                         |
| 静岡県        | 静岡放送（SBS）           | TBS系列 | ○                      | ○                      |                         |
| 富山県        | チューリップテレビ（TUT） | TBS系列 | ○                      | ○                      |                         |
| 石川県        | 北陸放送（MRO）           | TBS系列 | ○                      | ○                      | [ 注釈 63 ]             |
| 中京広域圏    | CBCテレビ（CBC）          | TBS系列 | ○                      | ○                      |                         |
| 近畿広域圏    | 毎日放送（MBS）           | TBS系列 | ○                      | ○                      | [ 注釈 65 ]             |
| 鳥取県 島根県 | 山陰放送（BSS）           | TBS系列 | ○                      | ○                      |                         |
| 岡山県 香川県 | RSK山陽放送（RSK）        | TBS系列 | ○                      | ○                      |                         |
| 広島県        | 中国放送（RCC）           | TBS系列 | ○                      | ○                      | [ 注釈 67 ] [ 注釈 68 ] |
| 山口県        | テレビ山口（tys）         | TBS系列 | ○                      | ○                      |                         |
| 愛媛県        | あいテレビ（itv）         | TBS系列 | ○                      | ○                      |                         |
| 高知県        | テレビ高知（KUTV）        | TBS系列 | ○                      | ○                      |                         |
| 福岡県        | RKB毎日放送（RKB）        | TBS系列 | ○                      | ○                      | [ 注釈 69 ]             |
| 長崎県        | 長崎放送（NBC）           | TBS系列 | ○                      | ○                      | [ 注釈 70 ]             |
| 熊本県        | 熊本放送（RKK）           | TBS系列 | ○                      | ○                      |                         |
| 大分県        | 大分放送（OBS）           | TBS系列 | ○                      | ○                      |                         |
| 宮崎県        | 宮崎放送（MRT）           | TBS系列 | ○                      | ○                      |                         |
| 鹿児島県      | 南日本放送（MBC）         | TBS系列 | ○                      | ○                      |                         |
| 沖縄県        | 琉球放送（RBC）           | TBS系列 | ○                      | ○                      | [ 注釈 71 ]             |
| 宮城県        | 東北放送（tbc）           | TBS系列 | ○                      | ▲                      | [ 注釈 72 ]             |

- 2014年度には、一部系列局で、通常時に5:55からの飛び乗り方式で「5時台」の部分ネットを実施していた。以降も、「5時台」の放送を終了する2019年12月まで、同様の措置を通常編成で講じる系列局があった。
- 2016年度上期には、一部系列局で、通常時に5:30からの飛び乗り方式で「5時台」の部分ネットを実施していた。

### 放送時間の変遷
| 期間      | 期間       | 放送時間（日本時間）      |
| --------- | ---------- | ------------------------- |
| 2014.3.31 | 2016.3.25  | 平日 5:30 - 8:00（150分） |
| 2016.3.28 | 2019.12.27 | 平日 5:25 - 8:00（155分） |
| 2020.1.6  | 2021.9.30  | 平日 6:00 - 8:00（120分） |

2020年1月6日から3月27日まで、平日5:50 - 6:00に『あさチャン!先出し』を別途放送。報道フロア内のカメラスタジオ（通称：報道カメラ）から、JNN全国ネット向けにストレートニュースを放送していた。

## 制作・スタッフ
- チーフプロデューサー：松田崇裕（2014年3月31日 - 不明）、稲岡洋樹（ - 2021年9月30日）
- プロデューサー：中野裕介、大野慎二郎、上ノ園亮、高橋務
- ディレクター：不明
- 制作：TBSテレビ 情報制作局情報1部
- 製作：TBSテレビ

## 関連番組
- はやドキ!（4:25からのプレ番組）
- 報道LIVE あさチャン!サタデー（姉妹番組、土曜日のみ。2017年3月25日で終了）